# Hugo Andersson
Pour les articles homonymes, voir Andersson.
Hugo Andersson, né le 1er janvier 1999 à Skurup en Suède, est un footballeur suédois qui joue au poste de défenseur central au IFK Värnamo.

## Biographie

### En club
Né à Skurup en Suède, Hugo Andersson commence le football dans le club local du Skurups AIF avant d'être formé par le Malmö FF, qu'il rejoint à l'âge de douze ans. Il joue son premier match en professionnel avec Malmö, le 20 mai 2018, lors d'une rencontre de championnat face au BK Häcken. Il entre en jeu à la place de Mattias Svanberg et son équipe l'emporte par deux buts à zéro.
Le 18 février 2019, Hugo Andersson est prêté pour une saison au Trelleborgs FF.
Après une saison pleine au Trelleborgs FF, Andersson est ainsi de retour au Malmö FF en janvier 2020 et souhaite s'y imposer mais il est barré par la concurrence avec des joueurs plus expérimentés comme Rasmus Bengtsson ou Lasse Nielsen et ne fait aucune apparition avec l'équipe première, avant d'être prêté le 25 août 2020 au club danois de Hobro IK, pour la durée d'une saison.
Le 11 août 2021, Andersson est prêté pour six mois à l'IFK Värnamo.
Le 29 janvier 2022, Hugo Andersson rejoint le Randers FC. Il signe un contrat courant jusqu'en juin 2025. Il joue son premier match sous ses nouvelles couleurs lors d'une rencontre de championnat contre le Viborg FF, le 21 février 2022. Il est titularisé et son équipe s'incline par un but à zéro.

### En sélection
Hugo Andersson représente l'équipe de Suède des moins de 17 ans. Avec cette sélection il participe au championnat d'Europe des moins de 17 ans en 2016. Lors de ce tournoi organisé en Azerbaïdjan il joue quatre matchs, tous en tant que titulaire. Son équipe se hisse jusqu'en quarts de finale, où elle est battue par les Pays-Bas (0-1 score final).
De 2017 à 2018, Andersson joue avec les moins de 19 ans. Au total il joue six matchs, dont cinq en tant que titulaire, avec cette sélection.
Hugo Andersson joue son premier match avec l'équipe de Suède espoirs le 22 mars 2019, face à la Russie. Il est titulaire ce jour-là, et son équipe s'incline par deux buts à zéro.